# Puszcza Karpacka
Puszcza Karpacka – rozległy kompleks leśny na obszarze południowej Polski, od Beskidu Śląskiego do Bieszczadów, na styku Karpat Wschodnich i Zachodnich. Pierwotnie rozciągała się na terenie całych Karpat, z wyjątkiem najwyższych partii Tatr, Bieszczadów oraz Babiej Góry, dzieląc się na wiele mniejszych puszcz, których nazwy nie utrwaliły się, a były związane z poszczególnymi pasmami górskimi. Obecnie tereny leśne są silnie zredukowane poprzez XIX-wieczne i wcześniejsze wylesianie pod uprawy rolne i, poza niewielkimi obszarami ochrony, użytkowane są gospodarczo.
Wskutek wielowiekowej rabunkowej gospodarki leśnej skład gatunkowy drzewostanów odbiega  od naturalnego, z dominującym udziałem świerka, buka i jodły.
Ciągłość leśna na fragmentach tego obszaru jest wykazywana od 1780 r., las składa się z bukowo-jodłowo-jaworowo-grabowych starodrzewi. Po II wojnie światowej obszar wysiedlono w znacznej mierze w związku z akcją „Wisła”. Od tamtego czasu na nieużytkach rolnych prowadzono intensywne zalesianie sosną do celów gospodarczych, jednak bez naruszania ciągłości starodrzewów. Część terenów puszczy objęto ochroną m.in. poprzez utworzenie parków narodowych: Babiogórskiego, Bieszczadzkiego, Gorczańskiego, Pienińskiego i Tatrzańskiego.
Puszcza Karpacka stanowi ważną ostoję dla wielu rzadkich i chronionych gatunków zwierząt – żyją tu: niedźwiedź brunatny, ryś, żbik, wilk, orzeł przedni, orlik krzykliwy, żubr oraz wąż Eskulapa, z ptaków – bocian czarny i puchacz. Bogactwo gatunków łownych (jeleń, dzik).
Puszcza Karpacka stanowi zaplecze surowcowe dla przemysłu drzewnego (pozyskiwanie grubizny, produkcja węgla drzewnego).

## Kontrowersje dotyczące nazwy i obszaru
Nazywanie tego obszaru puszczą jest negowane przez Lasy Państwowe. Według nich obszar jest aktualnie niepowiązanym ze sobą zbiorem lasów.
Według naukowców pradawna Puszcza Karpacka rozciągała się od Beskidu Żywieckiego aż po rumuński region Bacău, a nawet Serbię. Od wieków nie istnieje jako realny, zwarty lub choćby fragmentaryczny, kompleks leśny.
Nazwa też nie występuje w Państwowym Rejestrze Nazw Geograficznych.
Grupy starające się o utworzenie Turnickiego Parku Narodowego obszar Puszczy Karpackiej utożsamiają z terenem w rejonie Bieszczadów oraz Pogórza Przemyskiego.

## Starania o utworzenie Turnickiego Parku Narodowego
Więcej informacji o pomyśle utworzenia parku na stronie Parki narodowe w Polsce
Od 1996 działa społeczna rada, której celem jest powołanie na obszarze wschodniej części Puszczy Karpackiej Turnickiego Parku Narodowego o powierzchni 17,5 tys. ha. W latach 30. XX w. pojawiły się pierwsze projekty objęcia ochroną najcenniejszych fragmentów lasu, a propozycję powołania rezerwatu zgłosił w 1938 r. Tadeusz Trella. W 1968 r. propozycję utworzenia dwóch dużych rezerwatów przedstawił prof. Jerzy Piórecki. W 1982 r. Janusz Kotlarczyk zaproponował utworzenie Parku Narodowego Doliny Środkowego Wiaru, a w 1992 r. powstała koncepcja Turnickiego Parku Narodowego, jednak w 1995 r. Ministerstwo Ochrony Środowiska odmówiło utworzenia parku z powodu braku środków finansowych. Od tego czasu ekolodzy zbierają podpisy pod petycjami o utworzenie parku narodowego. W 2011 r. Państwowa Rada Ochrony Przyrody wnioskowała, aby móc objąć ochroną rezerwatową część kompleksu leśnego o powierzchni 8 tys. ha do czasu utworzenia parku narodowego.